# La Flèche Wallonne 2012
76. edycja wyścigu kolarskiego La Flèche Wallonne odbyła się w dniu 18 kwietnia 2012 roku i liczyła 194 km. Start wyścigu miał miejsce w Charleroi, a meta w Mur de Huy. Wyścig figurował w rankingu światowym UCI World Tour 2012.
Zwyciężył Hiszpan Joaquim Rodríguez z grupy Katusha, drugi był Szwajcar Michael Albasini, a trzeci Belg Philippe Gilbert.
W wyścigu startowali polscy zawodnicy: 64. przyjechał Maciej Paterski (Liquigas-Cannondale), na miejscu 82. uplasował się Michał Gołaś (Omega Pharma-Quick Step),  na 89. Tomasz Marczyński (Vacansoleil-DCM), natomiast Michał Kwiatkowski (Omega Pharma-Quick Step) nie ukończył rywalizacji.

## Uczestnicy
Na starcie wyścigu stanęły 25 ekipy. Wśród nich znalazło się wszystkie osiemnaście ekip UCI World Tour 2012 oraz siedem innych zaproszonych przez organizatorów.
Lista drużyn uczestniczących w wyścigu:
| Numery  | Kod | Drużyna                 |
| ------- | --- | ----------------------- |
| 1-10    | BMC | BMC Racing Team         |
| 11-18   | KAT | Team Katusha            |
| 21-28   | EUS | Euskaltel-Euskadi       |
| 31-38   | OPQ | Omega Pharma-Quick Step |
| 41-48   | LIQ | Liquigas-Cannondale     |
| 51-58   | SKY | Sky Procycling          |
| 61-68   | GEC | GreenEdge Cycling Team  |
| 71-78   | RNT | RadioShack-Nissan-Trek  |
| 81-88   | MOV | Team Movistar           |
| 92-100  | VCD | Vacansoleil-DCM         |
| 101-108 | RAB | Rabobank Cycling Team   |
| 111-118 | SAU | Saur-Sojasun            |
| 121-128 | LAM | Lampre-ISD              |

| Numery  | Kod | Drużyna                      |
| ------- | --- | ---------------------------- |
| 131-138 | TT1 | Team Type 1-Sanofi           |
| 141-148 | AST | Pro Team Astana              |
| 151-158 | ALM | AG2R-La Mondiale             |
| 161-168 | ARG | Team Argos-Shimano           |
| 171-178 | GRM | Garmin-Barracuda             |
| 181-190 | TPV | Topsport Vlaanderen-Mercator |
| 191-199 | LTB | Lotto-Belisol                |
| 201-208 | FDJ | FDJ-Big Mat                  |
| 211-220 | LAN | Landbouwkrediet              |
| 221-228 | VRW | Verandas Willems-Accent      |
| 231-238 | SAX | Team Saxo Bank               |
| 241-247 | COL | Colombia-Coldeportes         |

## Klasyfikacja generalna
| M-ce | Imię i nazwisko       | Kraj       | Drużyna                | Czas       |
| ---- | --------------------- | ---------- | ---------------------- | ---------- |
| 1.   | Joaquim Rodríguez     | Hiszpania  | Team Katusha           | 4h 45' 41" |
| 2.   | Michael Albasini      | Szwajcaria | GreenEdge Cycling Team | + 4"       |
| 3.   | Philippe Gilbert      | Belgia     | BMC Racing Team        | + 4"       |
| 4.   | Jelle Vanendert       | Belgia     | Lotto-Belisol          | + 4"       |
| 5.   | Robert Kišerlovski    | Chorwacja  | Pro Team Astana        | + 7"       |
| 6.   | Daniel Martin         | Irlandia   | Garmin-Barracuda       | + 9"       |
| 7.   | Bauke Mollema         | Holandia   | Rabobank Cycling Team  | + 9"       |
| 8.   | Vincenzo Nibali       | Włochy     | Liquigas-Cannondale    | + 9"       |
| 9.   | Diego Ulissi          | Włochy     | Lampre-ISD             | + 9"       |
| 10.  | Jurgen Van den Broeck | Belgia     | Lotto-Belisol          | + 11"      |